# Lijst van olympische medaillewinnaars hockey
Hockey is een van de olympische sporten die in teamverband op de Olympische Spelen worden beoefend. Deze pagina geeft de lijst van olympische medaillewinnaars in deze sport.

## Mannen
N.B. Bij meervoudige medaillewinnaars staan aantal medailles als (goud-zilver-brons) weergegeven.
| Editie | Goud | Zilver | Brons | Brons |
| ------ | --- | --- | --- | --- |
| 1908   | GBR (Engeland)Louis Baillon Harry Freeman Eric Green Gerald Logan Alan Noble Edgar Page Reggie Pridmore Percy Rees John Yate Robinson Stanley Shoveller Harvey Wood | GBR (Ierland)Edward Allman-Smith Henry Brown Walter Campbell William Graham Richard Gregg Edward Holmes Robert Kennedy Henry Murphy Walter Peterson Charles Power Frank Robinson | GBR (Schotland)Alexander Burt John Burt Alastair Denniston Charles Foulkes Hew Fraser James Harper-Orr Ivan Laing Hugh Neilson William Orchardson Norman Stevenson Hugh Walker | GBR (Wales) Frederick Connah Llewellyn Evans Arthur Law Richard Lyne Wilfred Pallott Frederick Phillips Edward Richards Charles Shephard Bertrand Turnbull Philip Turnbull James Williams |
| 1920   | Groot-Brittannië Stanley Shoveller (2-0-0) Charles Atkin John Bennett Colin Campbell Harold Cassels Harold Cooke Eric Crockford Reginald Crummack Harry Haslam Arthur Leighton Charles Marcon John MacBryan George McGrath William Smith Cyril Wilkinson | DenemarkenHans Bjerrum Ejvind Blach Niels Blach Steen Due Thorvald Eigenbrod Frands Faber Hans Jørgen Hansen Hans Herlak Henning Holst Erik Husted Paul Metz Andreas Rasmussen | BelgiëAndré Becquet Pierre Chibert Raoul Daufresne de la Chevalerie Fernand de Montigny Charles Delelienne Louis Diercxsens Robert Gevers Adolphe Goemaere Charles Gniette Raymond Keppens René Strauwen Pierre Valcke Maurice Van den Bemden Jean van Nerom                                                                  | BelgiëAndré Becquet Pierre Chibert Raoul Daufresne de la Chevalerie Fernand de Montigny Charles Delelienne Louis Diercxsens Robert Gevers Adolphe Goemaere Charles Gniette Raymond Keppens René Strauwen Pierre Valcke Maurice Van den Bemden Jean van Nerom                                                                  |
| 1928   | Brits-IndiëRichard Allen Dhyan Chand Michael Gateley William Goodsir-Cullen Leslie Hammond Feroze Khan George Marthins Rex Norris Broome Pinniger Michael Rocque Frederic Seaman Ali Shaukat Jaipal Singh Sayed Yusuf | NederlandJan Ankerman Jan Brand Emile Duson Gerrit Jannink Adriaan Katte August Kop Paul van de Rovaart Ab Tresling Robert van der Veen Haas Visser 't Hooft Rein de Waal | DuitslandBruno Boche Georg Brunner Heinz Förstendorf Erwin Franzkowiak Werner Freyberg Theodor Haag Hans Haußmann Kurt Haverbeck Aribert Heymann Herbert Hobein Fritz Horn Karl-Heinz Irmer Herbert Kemmer Herbert Müller Werner Proft Gerd Strantzen Rolf Wollner Heinz Wöltje Erich Zander                                  | DuitslandBruno Boche Georg Brunner Heinz Förstendorf Erwin Franzkowiak Werner Freyberg Theodor Haag Hans Haußmann Kurt Haverbeck Aribert Heymann Herbert Hobein Fritz Horn Karl-Heinz Irmer Herbert Kemmer Herbert Müller Werner Proft Gerd Strantzen Rolf Wollner Heinz Wöltje Erich Zander                                  |
| 1932   | Brits-IndiëRichard Allen (2-0-0) Dhyan Chand (2-0-0) Leslie Hammond (2-0-0) Broome Pinniger (2-0-0) Muhammad Aslam Lal Bokhari Frank Brewin Richard Carr Arthur Charles Hind Sayed Jaffar Masud Minhas Gurmit Singh Kullar Roop Singh William Sullivan Carlyle Tapsell | JapanShunkichi Hamada Junzo Inohara Sadayoshi Kobayashi Haruhiko Kon Kenichi Konishi Hiroshi Nagata Eiichi Nakamura Yoshio Sakai Katsumi Shibata Akio Sohda Toshio Usami | Verenigde StatenWilliam Boddington Harold Brewster Roy Coffin Amos Deacon Horace Disston Samuel Ewing James Gentle Henry Greer Lawrence Knapp David McMullin Leonard O'Brien Charles Sheaffer Frederick Wolters | Verenigde StatenWilliam Boddington Harold Brewster Roy Coffin Amos Deacon Horace Disston Samuel Ewing James Gentle Henry Greer Lawrence Knapp David McMullin Leonard O'Brien Charles Sheaffer Frederick Wolters |
| 1936   | Brits-IndiëRichard Allen (3-0-0) Dhyan Chand (3-0-0) Sayed Jaffar (2-0-0) Roop Singh (2-0-0) Carlyle Tapsell (2-0-0) Ali Dara Lionel Emmett Peter Fernandes Joseph Galibardy Earnest Goodsir-Cullen Mohammed Hussain Ahmed Khan Ahsan Khan Mirza Masood Cyril Michie Baboo Nimal Joseph Phillips Shabban Shahab-ud-Din Garewal Singh                                           | DuitslandHerbert Kemmer (0-1-1) Kurt Weiß (0-1-1) Erich Zander (0-1-1 ) Ludwig Beisiegel Erich Cuntz Karl Dröse Alfred Gerdes Werner Hamel Hermann auf der Heide Harald Huffmann Erwin Keller Werner Kubitzki Paul Mehlitz Karl Menke Fritz Messner Detlef Okrent Heinrich Peter Heinz Raack Carl Ruck Hans Scherbart Heinz Schmalix Tito Warnholtz                        | NederlandTonny van Lierop (0-1-1) Rein de Waal (0-1-1) Ernst van den Berg Piet Gunning Ru van der Haar Inge Heybroek Henk de Looper Jan de Looper Aat de Roos Hans Schnitger René Sparenberg Max Westerkamp | NederlandTonny van Lierop (0-1-1) Rein de Waal (0-1-1) Ernst van den Berg Piet Gunning Ru van der Haar Inge Heybroek Henk de Looper Jan de Looper Aat de Roos Hans Schnitger René Sparenberg Max Westerkamp |
| 1948   | IndiaLeslie Claudius Keshav Dutt Walter D'Souza Lawrie Fernandes Ranganathan Francis Gerry Glacken Akhtar Hussain Patrick Jansen Amir Kumar Kishan Lal Leo Pinto Jaswant Singh Rajput Latifur Rehman Reginald Rodrigues Grahanandan Singh Kunwar Digvijay Singh Trilochan Singh Randhir Singh Gentle Balbir Singh sr. Maxie Vaz                                                | Groot-BrittanniëRobert Adlard Norman Borrett David Brodie Ronald Davis William Griffiths Frederick Lindsay William Lindsay John Peake Frank Reynolds George Sime Michael Walford William White | NederlandAndré Boerstra Henk Bouwman Piet Bromberg Harry Derckx Han Drijver Dik Esser Wim van Heel Roepie Kruize Jenne Langhout Dick Loggere Ton Richter Eddy Tiel | NederlandAndré Boerstra Henk Bouwman Piet Bromberg Harry Derckx Han Drijver Dik Esser Wim van Heel Roepie Kruize Jenne Langhout Dick Loggere Ton Richter Eddy Tiel |
| 1952   | IndiaLeslie Claudius (2-0-0) Keshav Dutt (2-0-0) Ranganathan Francis (2-0-0) Grahanandan Singh (2-0-0) Kunwar Digvijay Singh (2-0-0) Randhir Singh Gentle (2-0-0) Balbir Singh sr. (2-0-0) Meldric Daluz Chinadorai Deshmutu Raghbir Lal Govind Perumal Muniswamy Rajgopal Dharam Singh Gill Udham Singh Kullar                                                                | NederlandAndré Boerstra (0-1-1) Harry Derckx (0-1-1) Han Drijver (0-1-1) Dik Esser (0-1-1) Wim van Heel (0-1-1) Roepie Kruize (0-1-1) Dick Loggere (0-1-1) Eddy Tiel (0-1-1) Jules Ancion Lau Mulder Leonard Wery | Groot-BrittanniëDenys Carnill John Cockett John Conroy Graham Dadds Derek Day Dennis Eagan Robin Fletcher Roger Midgley Richard Norris Neil Nugent Anthony Nunn Anthony John Robinson John Paskin Taylor | Groot-BrittanniëDenys Carnill John Cockett John Conroy Graham Dadds Derek Day Dennis Eagan Robin Fletcher Roger Midgley Richard Norris Neil Nugent Anthony Nunn Anthony John Robinson John Paskin Taylor |
| 1956   | IndiaLeslie Claudius (3-0-0) Ranganathan Francis (3-0-0) Randhir Singh Gentle (3-0-0) Balbir Singh sr. (3-0-0) Amir Kumar (2-0-0) Raghbir Lal (2-0-0) Govind Perumal (2-0-0) Udham Singh Kullar (2-0-0) Haripal Kaushik Shankar Lakshman Bakshish Singh Amit Singh Bakshi Raghbir Singh Bhola Hardyal Singh Garchey Balkishan Singh Grewal Gurdev Singh Kullar Charles Stephen | Pakistan Akhtar Hussain (1-1-0) Latifur Rehman (1-1-0) Noor Alam Ahmed Naseer Bunda Munir Dar Abdul Hamid (I) Zakir Hussain Manzoor Hussain Atif Anwar Ahmed Khan Habib Ali Kiddie Motiullah Qazi Musarrat Hussain Ghulam Rasul Habibur Rehman | Duits eenheidsteamGunter Brennecke Hugo Budinger Werner Delmes Hugo Dollheiser Eberhard Ferstl Alfred Lücker Helmut Nonn Wolfgang Nonn Heinz Radzikowski Werner Rosenbaum Gunther Ullerich | Duits eenheidsteamGunter Brennecke Hugo Budinger Werner Delmes Hugo Dollheiser Eberhard Ferstl Alfred Lücker Helmut Nonn Wolfgang Nonn Heinz Radzikowski Werner Rosenbaum Gunther Ullerich |
| 1960   | PakistanNoor Alam (1-1-0) Ahmed Naseer Bunda (1-1-0) Abdul Hamid (I) (1-1-0) Manzoor Hussain Atif (1-1-0) Anwar Ahmed Khan (1-1-0) Habib Ali Kiddie (1-1-0) Motiullah (1-1-0) Ghulam Rasul (1-1-0) Bashir Ahmed Mushtaq Ahmad Khurshid Aslam Lala Abdul Rashid Abdul Waheed Khan                                                                                               | IndiaLeslie Claudius (3-1-0) Udham Singh Kullar (2-1-0) Shankar Lakshman (1-1-0) Raghbir Singh Bhola (1-1-0) Joseph Antic Mohinder Lal Jaman Lal Sharma Victor John Peter Govind Sawant Charanjit Singh Jaswant Singh Joginder Singh Prithipal Singh | SpanjePedro Amat Francisco Caballer Juan Calzado José Colomer Carlos Iglesias Jose Dinares Eduardo Dualde Joaquin Dualde Rafael Egusquiza Ignacio Macaya Pedro Murua Pedro Roig Luis Usoz Narciso Ventallo | SpanjePedro Amat Francisco Caballer Juan Calzado José Colomer Carlos Iglesias Jose Dinares Eduardo Dualde Joaquin Dualde Rafael Egusquiza Ignacio Macaya Pedro Murua Pedro Roig Luis Usoz Narciso Ventallo |
| 1964   | IndiaUdham Singh Kullar (3-1-0) Shankar Lakshman (2-1-0) Haripal Kaushik (2-0-0) Mohinder Lal (1-1-0) Victor John Peter (1-1-0) Charanjit Singh (1-1-0) Joginder Singh (1-1-0) Prithipal Singh (1-1-0) Bandu Patil Sayed Ali Darshan Singh Dharam Singh Gurbux Singh Harbinder Singh Jagjit Singh Kular                                                                        | PakistanMotiullah (1-2-0) Manzoor Hussain Atif (1-2-0) Anwar Ahmed Khan (1-2-0) Munir Dar (0-2-0) Saeed Anwar Khurshid Azam Tariq Aziz Abdul Hamid (II) Zafar Hayat Nawaz Khizar Bajwa Khalid Mahmood Mohammad Asad Malik Muhammad Afzal Manna Tariq Niazi Mohammad Rashid Khawaja Zaka-ud-Din                                                                             | AustraliëMervyn Crossman Paul Dearing Raymond Evans Brian Glencross Robin Hodder John McBryde Donald McWatters Patrick Nilan Eric Pearce Julian Pearce Desmond Piper Donald Smart Anthony Waters Graham Wood | AustraliëMervyn Crossman Paul Dearing Raymond Evans Brian Glencross Robin Hodder John McBryde Donald McWatters Patrick Nilan Eric Pearce Julian Pearce Desmond Piper Donald Smart Anthony Waters Graham Wood |
| 1968   | PakistanSaeed Anwar (1-1-0) Tariq Aziz (1-1-0) Khalid Mahmood (1-1-0) Mohammad Asad Malik (1-1-0) Tariq Niazi (1-1-0) Ashfaq Ahmed Riaz Ahmed Gulraiz Akhtar Jahangir Butt Tanvir Dar Riaz ud-Din Zakir Hussain Abdul Rashid | AustraliëPaul Dearing (0-1-1) Raymond Evans (0-1-1) Brian Glencross (0-1-1) Patrick Nilan (0-1-1) Eric Pearce (0-1-1) Julian Pearce (0-1-1) Desmond Piper (0-1-1) Donald Smart (0-1-1) Robert Haigh Donald Martin James Mason Gordon Pearce Fred Quine Ronald Riley | IndiaVictor John Peter (1-1-1) Prithipal Singh (1-1-1) Gurbux Singh (1-0-1) Harbinder Singh (1-0-1) Jagjit Singh Kular (1-0-1) Rajendra Christy Krishnanurthy Perumal Inamur Rehaman Munir Sait Ajitpal Singh Balbir Singh (I) Balbir Singh (II) Harmik Singh Inder Singh Tarsem Singh                                        | IndiaVictor John Peter (1-1-1) Prithipal Singh (1-1-1) Gurbux Singh (1-0-1) Harbinder Singh (1-0-1) Jagjit Singh Kular (1-0-1) Rajendra Christy Krishnanurthy Perumal Inamur Rehaman Munir Sait Ajitpal Singh Balbir Singh (I) Balbir Singh (II) Harmik Singh Inder Singh Tarsem Singh                                        |
| 1972   | Bondsrepubliek DuitslandWolfgang Baumgart Horst Dröse Dieter Freise Werner Kaessmann Carsten Keller Detlev Kittstein Ulrich Klaes Peter Kraus Michael Krause Michael Peter Wolfgang Rott Fritz Schmidt Rainer Seifert Wolfgang Strödter Eckardt Suhl Eduard Thelen Peter Trump Uli Vos                                                                                         | PakistanSaeed Anwar (1-2-0) Mohammad Asad Malik (1-2-0) Riaz Ahmed (1-1-0) Jahangir Butt (1-1-0) Abdul Rashid (1-1-0) Mudassar Asqhar Islahuddin Akhtarul Islam Akhtar Rasool Fazalur Rehman Muhammad Zahid Sheikh Shahnaz Sheikh Saleem Sherwani Iftikar Ahmed Syed Munawaruz Zaman                                                                                       | IndiaHarbinder Singh (1-0-2) Krishnanurthy Perumal (0-0-2) Ajitpal Singh (0-0-2) Harmik Singh (0-0-2) Govinda Billimogaputtaswamy Cornelius Charles Manuel Frederick Michael Kindo Ashok Kumar Ganesh Mollerapoovayya Harcharan Singh Kulwant Singh Mukhbain Singh Virinder Singh                                             | IndiaHarbinder Singh (1-0-2) Krishnanurthy Perumal (0-0-2) Ajitpal Singh (0-0-2) Harmik Singh (0-0-2) Govinda Billimogaputtaswamy Cornelius Charles Manuel Frederick Michael Kindo Ashok Kumar Ganesh Mollerapoovayya Harcharan Singh Kulwant Singh Mukhbain Singh Virinder Singh                                             |
| 1976   | Nieuw-ZeelandPaul Ackerley Jeff Archibald Arthur Borren Alan Chesney John Christensen Greg Dayman Tony Ineson Barry Maister Selwyn Maister Trevor Manning Alan McIntyre Arthur Parkin Mohan Patel Ramesh Patel | AustraliëDavid Bell Greg Browning Ric Charlesworth Ian Cooke Barry Dancer Douglas Golder Robert Haigh Wayne Hammond Jim Irvine Malcolm Poole Robert Proctor Graeme Reid Ronald Riley Trevor Smith Terry Walsh | PakistanAbdul Rashid (1-1-1) Mudassar Asqhar (0-1-1) Islahuddin (0-1-1) Akhtar Rasool (0-1-1) Shahnaz Sheikh (0-1-1) Saleem Sherwani (0-1-1) Iftikar Ahmed Syed (0-1-1) Munawaruz Zaman (0-1-1) Arshad Ali Chaudhry Manzoor ul-Hassan Manzoor Hussain Hanif Khan Arshad Mahmood Salim Nazim Samlullah Qamar Zia               | PakistanAbdul Rashid (1-1-1) Mudassar Asqhar (0-1-1) Islahuddin (0-1-1) Akhtar Rasool (0-1-1) Shahnaz Sheikh (0-1-1) Saleem Sherwani (0-1-1) Iftikar Ahmed Syed (0-1-1) Munawaruz Zaman (0-1-1) Arshad Ali Chaudhry Manzoor ul-Hassan Manzoor Hussain Hanif Khan Arshad Mahmood Salim Nazim Samlullah Qamar Zia               |
| 1980   | IndiaVasudevan Baskaran Bir Bhadur Chettri Sylvanus Dung Dung Merwyn Fernandes Zafar Iqbal Maharaj Krishan Kaushik Charanjit Kumar Sommayya Maneypande Allan Schofield Mohammad Shahid Davinder Singh Gurmail Singh Rajinder Singh Ravinder Pal Singh Amarjit Singh Rana Surinder Singh Sodhi                                                                                  | SpanjeJuan Amat Jaime Arbós Juan Arbós Javier Cabot Ricardo Cabot Miguel Chaves Juan Coghen Francisco Fábregas José Garcia Rafael Garralda Santiago Malgosa Paulino Monsalve Miguel de Paz Juan Pellón Carlos Roca Jaime Zumalacárregui | Sovjet-UnieVladimir Plesjakov Vjatsjeslav Lampejev Leonid Pavlovski Sos Airapetjan Farit Zigangirov Valeri Beljakov Sergej Klevtsov Oleg Zagorodnev Aleksandr Goessev Sergej Plesjakov Mikhail Nitsjepoerenko Minneula Azizov Aleksandr Sytsjev Aleksandr Mjasnikov Viktor Depoetatov Aleksandr Gontsjarov                    | Sovjet-UnieVladimir Plesjakov Vjatsjeslav Lampejev Leonid Pavlovski Sos Airapetjan Farit Zigangirov Valeri Beljakov Sergej Klevtsov Oleg Zagorodnev Aleksandr Goessev Sergej Plesjakov Mikhail Nitsjepoerenko Minneula Azizov Aleksandr Sytsjev Aleksandr Mjasnikov Viktor Depoetatov Aleksandr Gontsjarov                    |
| 1984   | PakistanManzoor Hussain (1-0-1) Hanif Khan (1-0-1) Ishtiaq Ahmed Mushtaq Ahmad Naeem Akhtar Nasir Ali Tauqir Dar Khalid Hamid Kaleemullah Khan Shahid Ali Khan Ayaz Mahmood Syed Ghulam Moinuddin Abdul Rashid Al-Hasan Hassan Sardar Saleem Sherwani Qasim Zia | Bondsrepubliek DuitslandMichael Peter (1-1-0) Christian Bassemir Stefan Blöcher Dirk Brinkmann Heiner Dopp Carsten Fischer Tobias Frank Volker Fried Thomas Gunst Horst-Ulrich Hänel Karl-Joachim Hurter Andreas Keller Reinhard Krull Thomas Reck Ekkhard Schmidt-Opper Markku Slawyk                                                                                     | Groot-BrittanniëPaul Barber Stephen Batchelor Kulbir Bhaura Robert Cattrall Richard Dodds James Duthie Norman Hughes Sean Kerly Richard Leman Stephen Martin William McConnell Veryan Pappin Jon Potter Mark Precious Ian Taylor David Westcott                                                                               | Groot-BrittanniëPaul Barber Stephen Batchelor Kulbir Bhaura Robert Cattrall Richard Dodds James Duthie Norman Hughes Sean Kerly Richard Leman Stephen Martin William McConnell Veryan Pappin Jon Potter Mark Precious Ian Taylor David Westcott                                                                               |
| 1988   | Groot-BrittanniëPaul Barber (1-0-1) Stephen Batchelor (1-0-1) Kulbir Bhaura (1-0-1) Richard Dodds (1-0-1) Sean Kerly (1-0-1) Richard Leman (1-0-1) Stephen Martin (1-0-1) Veryan Pappin (1-0-1) Jon Potter (1-0-1) Ian Taylor (1-0-1) Robert Clift David Faulkner Russell Garcia Martyn Grimley Jimmy Kirkwood Imran Sherwani                                                  | Bondsrepubliek DuitslandStefan Blöcher (0-2-0) Dirk Brinkmann (0-2-0) Heiner Dopp (0-2-0) Carsten Fischer (0-2-0) Tobias Frank (0-2-0) Volker Fried (0-2-0) Horst-Ulrich Hänel (0-2-0) Andreas Keller (0-2-0) Thomas Reck (0-2-0) Ekkhard Schmidt-Opper (0-2-0) Thomas Brinkmann Hans-Henning Fastrich Michael Hilgers Michael Metz Andreas Mollandin Christian Schliemann | NederlandMarc Benninga Floris Jan Bovelander Jacques Brinkman Maurits Crucq Marc Delissen Cees Jan Diepeveen Patrick Faber Taco van den Honert Ronald Jansen René Klaassen Hendrik Jan Kooijman Hidde Kruize Frank Leistra Erik Parlevliet Gert Jan Schlatmann Tim Steens                                                     | NederlandMarc Benninga Floris Jan Bovelander Jacques Brinkman Maurits Crucq Marc Delissen Cees Jan Diepeveen Patrick Faber Taco van den Honert Ronald Jansen René Klaassen Hendrik Jan Kooijman Hidde Kruize Frank Leistra Erik Parlevliet Gert Jan Schlatmann Tim Steens                                                     |
| 1992   | DuitslandCarsten Fischer (1-2-0) Volker Fried (1-2-0) Andreas Keller (1-2-0) Michael Hilgers (1-1-0) Michael Metz (1-1-0) Andreas Becker Christian Blunck Michael Knauth Oliver Kurtz Christian Mayerhöfer Sven Meinhardt Klaus Michler Christopher Reitz Stefan Saliger Jan-Peter Tewes Stefan Tewes                                                                          | AustraliëJohn Bestall Warren Birmingham Lee Bodimeade Ashley Carey Gregory Corbitt Stephen John Davies Damon Diletti Lachlan Dreher Lachlan Elmer Dean Evans Paul Lewis Graham Reid Jay Stacy David Wansbrough Ken Wark Michael York | PakistanShahid Ali Khan (1-0-1) Akhlag Ahmed Manzoor Ahmed Shahbaz Ahmed Asif Bajwa Khalid Basir Wasim Feroz Musaddiq Hussain Khawaja Junaid Mohammad Khalid Farhad Hassan Khan Mujahid Ali Rana Muhammad Qamar Ibrahim Anjum Saeed Muhammad Shahbaz Tahir Zaman                                                              | PakistanShahid Ali Khan (1-0-1) Akhlag Ahmed Manzoor Ahmed Shahbaz Ahmed Asif Bajwa Khalid Basir Wasim Feroz Musaddiq Hussain Khawaja Junaid Mohammad Khalid Farhad Hassan Khan Mujahid Ali Rana Muhammad Qamar Ibrahim Anjum Saeed Muhammad Shahbaz Tahir Zaman                                                              |
| 1996   | NederlandFloris Jan Bovelander (1-0-1) Jacques Brinkman (1-0-1) Maurits Crucq (1-0-1) Marc Delissen (1-0-1) Taco van den Honert (1-0-1) Ronald Jansen (1-0-1) Jeroen Delmee Erik Jazet Leo Klein Gebbink Bram Lomans Tycho van Meer Teun de Nooijer Wouter van Pelt Stephan Veen Guus Vogels Remco van Wijk                                                                    | SpanjeJaime Amat Pablo Amat Javier Arnau Jordi Arnau Oscar Barrena Ignacio Cobos Juan Dinarés Juan Escarré Xavier Escudé Juantxo García-Mauriño Antonio González Ramón Jufresa Joaquín Malgosa Victor Pujol Ramón Sala Pablo Usoz | AustraliëStephen John Davies (0-1-1) Damon Diletti (0-1-1) Lachlan Dreher (0-1-1) Lachlan Elmer (0-1-1) Paul Lewis (0-1-1) Jay Stacy (0-1-1 ) Ken Wark (0-1-1) Michael York (0-1-1) Stuart Carruthers Baeden Choppy Brendan Garard Paul Gaudoin Mark Hager Grant Smith Matthew Smith Daniel Sproule                           | AustraliëStephen John Davies (0-1-1) Damon Diletti (0-1-1) Lachlan Dreher (0-1-1) Lachlan Elmer (0-1-1) Paul Lewis (0-1-1) Jay Stacy (0-1-1 ) Ken Wark (0-1-1) Michael York (0-1-1) Stuart Carruthers Baeden Choppy Brendan Garard Paul Gaudoin Mark Hager Grant Smith Matthew Smith Daniel Sproule                           |
| 2000   | NederlandJacques Brinkman (2-0-1) Ronald Jansen (2-0-1) Jeroen Delmee (2-0-0) Erik Jazet (2-0-0) Bram Lomans (2-0-0) Teun de Nooijer (2-0-0) Wouter van Pelt (2-0-0) Stephan Veen (2-0-0) Guus Vogels (2-0-0) Remco van Wijk (2-0-0) Jaap-Derk Buma Marten Eikelboom Piet-Hein Geeris Diederik van Weel Sander van der Weide Peter Windt                                       | Zuid-KoreaHan Hyung-bae Hwang Jong-hyun Jeon Jong-ha Jeon Hong-kwon Ji Seung-hwan Kang Keon-wook Kim Chel-hwan Kim Jung-chul Kim Kyung-seok Kim Yong-bae Kim Yoon Lim Jong-chun Lim Jung-woo Seo Jong-ho Song Seung-tae Yeo Woon-kon | AustraliëStephen John Davies (0-1-2) Damon Diletti (0-1-2) Lachlan Dreher (0-1-2) Jay Stacy (0-1-2) Michael York (0-1-2) Paul Gaudoin (0-0-2) Michael Brennan Adam Commens Jason Duff Troy Elder James Elmer Stephen Holt Brent Livermore Daniel Sproule Craig Victory Matthew Wells                                          | AustraliëStephen John Davies (0-1-2) Damon Diletti (0-1-2) Lachlan Dreher (0-1-2) Jay Stacy (0-1-2) Michael York (0-1-2) Paul Gaudoin (0-0-2) Michael Brennan Adam Commens Jason Duff Troy Elder James Elmer Stephen Holt Brent Livermore Daniel Sproule Craig Victory Matthew Wells                                          |
| 2004   | AustraliëMichael Brennan (1-0-1) Troy Elder (1-0-1) Brent Livermore (1-0-1) Matthew Wells (1-0-1) Travis Brooks Dean Butler Jamie Dwyer Nathan Eglington Bevan George Robert Hammond Mark Hickman Mark Knowles Michael McCann Stephen Mowlam Grant Schubert Liam De Young | NederlandJeroen Delmee (2-1-0) Erik Jazet (2-1-0) Teun de Nooijer (2-1-0) Guus Vogels (2-1-0) Marten Eikelboom (1-1-0) Sander van der Weide (1-1-0) Matthijs Brouwer Ronald Brouwer Geert-Jan Derikx Rob Derikx Floris Evers Karel Klaver Jesse Mahieu Rob Reckers Taeke Taekema Klaas Veering                                                                             | DuitslandClemens Arnold Christoph Bechmann Sebastian Biederlack Philipp Crone Eike Duckwitz Christoph Eimer Björn Emmerling Florian Kunz Björn Michel Sascha Reinelt Justus Scharowsky Christian Schulte Tibor Weißenborn Timo Weß Matthias Witthaus Christopher Zeller                                                       | DuitslandClemens Arnold Christoph Bechmann Sebastian Biederlack Philipp Crone Eike Duckwitz Christoph Eimer Björn Emmerling Florian Kunz Björn Michel Sascha Reinelt Justus Scharowsky Christian Schulte Tibor Weißenborn Timo Weß Matthias Witthaus Christopher Zeller                                                       |
| 2008   | DuitslandSebastian Biederlack (1-0-1) Timo Weß (1-0-1) Matthias Witthaus (1-0-1) Christopher Zeller (1-0-1) Moritz Fürste Tobias Hauke Florian Keller Oliver Korn Niklas Meinert Jan-Marco Montag Maximilian Müller Carlos Nevado Max Weinhold Tibor Weißenborn Benjamin Weß Philip Witte Philipp Zeller                                                                       | SpanjePablo Amat (0-2-0) David Alegre Ramón Alegre Eduard Arbos Francisco Cortes Sergi Enrique Alexandre Fábregas Francisco Fábregas Juan Fernández Santi Freixa Rodrigo Garza Roc Oliva Xavier Ribas Albert Sala Victor Sojo Eduardo Tubau | AustraliëMatthew Wells (1-0-2) Travis Brooks (1-0-1) Jamie Dwyer (1-0-1) Bevan George (1-0-1) Robert Hammond (1-0-1) Mark Knowles (1-0-1) Grant Schubert (1-0-1) Liam De Young (1-0-1) Des Abbott Kiel Brown Luke Doerner David Guest Fergus Kavanagh Stephen Lambert Eli Matheson Eddie Ockenden Andrew Smith                | AustraliëMatthew Wells (1-0-2) Travis Brooks (1-0-1) Jamie Dwyer (1-0-1) Bevan George (1-0-1) Robert Hammond (1-0-1) Mark Knowles (1-0-1) Grant Schubert (1-0-1) Liam De Young (1-0-1) Des Abbott Kiel Brown Luke Doerner David Guest Fergus Kavanagh Stephen Lambert Eli Matheson Eddie Ockenden Andrew Smith                |
| 2012   | DuitslandTimo Weß (2-0-1) Matthias Witthaus (2-0-1) Christopher Zeller (2-0-1) Moritz Fürste (2-0-0) Tobias Hauke (2-0-0) Oliver Korn (2-0-0) Maximilian Müller (2-0-0) Max Weinhold (2-0-0) Benjamin Weß (2-0-0) Philipp Zeller (2-0-0) Oskar Deecke Florian Fuchs Martin Häner Jan-Philipp Rabente Thilo Stralkowski Christopher Wesley                                      | NederlandTeun de Nooijer (2-2-0) Floris Evers (0-2-0) Sander Baart Billy Bakker Marcel Balkestein Rogier Hofman Robert van der Horst Wouter Jolie Robbert Kemperman Jaap Stockmann Valentin Verga Klaas Vermeulen Bob de Voogd Mink van der Weerden Roderick Weusthof Sander de Wijn                                                                                       | AustraliëJamie Dwyer (1-0-2) Mark Knowles (1-0-2) Liam De Young (1-0-2) Fergus Kavanagh (0-0-2) Eddie Ockenden (0-0-2) Nathan Burgers Matthew Butturini Joel Carroll Chris Ciriello Tim Deavin Russell Ford Matthew Gohdes Kieran Govers Simon Orchard Matthew Swann Glenn Turner                                             | AustraliëJamie Dwyer (1-0-2) Mark Knowles (1-0-2) Liam De Young (1-0-2) Fergus Kavanagh (0-0-2) Eddie Ockenden (0-0-2) Nathan Burgers Matthew Butturini Joel Carroll Chris Ciriello Tim Deavin Russell Ford Matthew Gohdes Kieran Govers Simon Orchard Matthew Swann Glenn Turner                                             |
| 2016   | ArgentiniëManuel Brunet Facundo Callioni Juan Ignacio Gilardi Pedro Ibarra Juan Martín López Agustín Mazzilli Joaquín Menini Ignacio Ortiz Matías Paredes Gonzalo Peillat Lucas Rey Matías Rey Lucas Rossi Juan Manuel Saladino Lucas Vila Juan Manuel Vivaldi | BelgiëGauthier Boccard Tom Boon Thomas Briels Cédric Charlier Tanguy Cosyns Félix Denayer Sebastien Dockier John-John Dohmen Simon Gougnard Loïck Luypaert Emmanuel Stockbroeckx Jérôme Truyens Florent van Aubel Arthur Van Doren Elliot Van Strydonck Vincent Vanasch | DuitslandMoritz Fürste (2-0-1) Tobias Hauke (2-0-1) Florian Fuchs (1-0-1) Martin Häner (1-0-1) Christopher Wesley (1-0-1) Linus Butt Mats Grambusch Tom Grambusch Timm Herzbruch Nicolas Jacobi Matthias Müller Timur Oruz Christopher Rühr Moritz Trompertz Niklas Wellen Martin Zwicker                                     | DuitslandMoritz Fürste (2-0-1) Tobias Hauke (2-0-1) Florian Fuchs (1-0-1) Martin Häner (1-0-1) Christopher Wesley (1-0-1) Linus Butt Mats Grambusch Tom Grambusch Timm Herzbruch Nicolas Jacobi Matthias Müller Timur Oruz Christopher Rühr Moritz Trompertz Niklas Wellen Martin Zwicker                                     |
| 2020   | België Tom Boon (1-1-0) Thomas Briels (1-1-0) Cédric Charlier (1-1-0) Félix Denayer (1-1-0) John-John Dohmen (1-1-0) Simon Gougnard (1-1-0) Loïck Luypaert (1-1-0) Vincent Vanasch (1-1-0) Arthur Van Doren (1-1-0) Florent van Aubel Gauthier Boccard Nicolas De Kerpel Sébastien Dockier Alexander Hendrickx Antoine Kina Augustin Meurmans Arthur De Sloover Victor Wegnez  | Australië Eddie Ockenden (0-1-2) Daniel Beale Joshua Beltz Tim Brand Andrew Charter Tom Craig Matt Dawson Blake Govers Jeremy Hayward Tim Howard Dylan Martin Trent Mitton Flynn Ogilvie Lachlan Sharp Joshua Simmonds Jacob Whetton Tom Wickham Aran Zalewski | India Surender Kumar Varun Kumar Birendra Lakra Amit Rohidas Vivek Prasad Nilakanta Sharma Dilpreet Singh Gurjant Singh Harmanpreet Singh Hardik Singh Mandeep Singh Manpreet Singh Rupinder Pal Singh Shamsher Singh Simranjeet Singh P. R. Sreejesh Sumit Lalit Upadhyay                                                    | India Surender Kumar Varun Kumar Birendra Lakra Amit Rohidas Vivek Prasad Nilakanta Sharma Dilpreet Singh Gurjant Singh Harmanpreet Singh Hardik Singh Mandeep Singh Manpreet Singh Rupinder Pal Singh Shamsher Singh Simranjeet Singh P. R. Sreejesh Sumit Lalit Upadhyay                                                    |
| 2024   | Nederland Seve van Ass Lars Balk Koen Bijen Pirmin Blaak Justen Blok Thierry Brinkman Jorrit Croon Thijs van Dam Steijn van Heijningen Tjep Hoedemakers Jonas de Geus Jip Janssen Floris Middendorp Joep de Mol Tijmen Reyenga Duco Telgenkamp Derck de Vilder Floris Wortelboer                                                                                               | Duitsland Gonzalo Peillat (1-0-0) Mats Grambusch (0-1-1) Tom Grambusch (0-1-1) Niklas Wellen (0-1-1) Martin Zwicker (0-1-1) Mathias Müller Lukas Windfeder Johannes Große Thies Prinz Paul-Philipp Kaufmann Teo Hinrichs Christopher Rühr Justus Weigand Marco Miltkau Hannes Müller Malte Hellwig Moritz Ludwig Jean Danneberg                                            | India Vivek Prasad (0-0-2) Amit Rohidas (0-0-2) Manpreet Singh (0-0-2) Gurjant Singh (0-0-2) Hardik Singh (0-0-2) Mandeep Singh (0-0-2) Shamsher Singh (0-0-2) P. R. Sreejesh (0-0-2) Lalit Upadhyay (0-0-2) Sumit Walmiki (0-0-2) Harmanpreet Singh Jarmanpreet Singh Abhishek Nain Sanjay Rana Raj Kumar Pal Sukhjeet Singh | India Vivek Prasad (0-0-2) Amit Rohidas (0-0-2) Manpreet Singh (0-0-2) Gurjant Singh (0-0-2) Hardik Singh (0-0-2) Mandeep Singh (0-0-2) Shamsher Singh (0-0-2) P. R. Sreejesh (0-0-2) Lalit Upadhyay (0-0-2) Sumit Walmiki (0-0-2) Harmanpreet Singh Jarmanpreet Singh Abhishek Nain Sanjay Rana Raj Kumar Pal Sukhjeet Singh |

| Land | Goud | Zilver | Brons |
| ---- | ---- | ------ | ----- |
| IND  | 8    | 1      | 4     |
| GER  | 4    | 4      | 4     |
| NED  | 3    | 4      | 3     |
| PAK  | 3    | 3      | 2     |
| GBR  | 3    | 2      | 4     |
| AUS  | 1    | 4      | 5     |
| BEL  | 1    | 1      | 1     |
| NZL  | 1    | 0      | 0     |
| ARG  | 1    | 0      | 0     |
| ESP  | 0    | 3      | 1     |
| DEN  | 0    | 1      | 0     |
| JPN  | 0    | 1      | 0     |
| KOR  | 0    | 1      | 0     |
| URS  | 0    | 0      | 1     |
| USA  | 0    | 0      | 1     |

## Vrouwen
N.B. Bij meervoudige medaillewinnaars staan aantal medailles als (goud-zilver-brons) weergegeven.
| Editie | Goud | Zilver | Brons |
| ------ | --- | --- | --- |
| 1980   | ZimbabweElizabeth Chase Sandra Chick Gillian Cowley Patricia Davies Sarah English Maureen George Ann Grant Susan Huggett Patricia McKillop Brenda Phillips Christine Prinsloo Sonia Robertson Anthea Stewart Helen Volk Linda Watson                                                                                                 | Tsjecho-SlowakijeMilada Blazková Jirina Cermáková Jirina Hájková Berta Hrubá Ida Hubácková Jirina Kadlecová Jarmila Králícková Jirina Krízová Alena Kyselicová Jana Lahodová Kveta Petrícková Viera Podhányiová Iveta Sránková Marie Sykorová Marta Urbanová Lenka Vymazalová                                                                        | Sovjet-UnieValentina Zazdravnykh Tatjana Sjvyganova Galina Vjoezjanina Tatjana Jembakhtova Alina Kham Natella Krasnikova Nadezhda Ovetsjkina Nelli Gorbatkova Jelena Goerjeva Galina Inzjoevatova Nadezhda Filipova Ljoedmila Frolova Lidija Gloebokova Leila Akhmerova Natalja Boezoenova Natalja Bykova                                                                      |
| 1984   | NederlandCarina Benninga Det de Beus Fieke Boekhorst Marieke van Doorn Marjolein Eijsvogel Irene Hendriks Elsemiek Hillen Aletta van Manen Anneloes Nieuwenhuizen Martine Ohr Sandra Le Poole Alette Pos Lisette Sevens Sophie von Weiler Laurien Willemse Margriet Zegers                                                           | Bondsrepubliek DuitslandGabriele Appel Dagmar Breiken Beate Deininger Elke Drull Birgit Hagen Birgit Hahn Martina Koch Sigrid Landgraf Corinna Lingnau Christina Moser Patricia Ott Hella Roth Gabriele Schley Susanne Schmid Ursula Thielemann Andrea Weiermann-Lietz                                                                               | Verenigde StatenBeth Anders Beth Beglin Regina Buggy Gwen Cheeseman Sheryl Johnson Christine Larson-Mason Kathleen McGahey Anita Miller Leslie Milne Charlene Morett Diane Moyer Marcella Place Karen Shelton Brenda Stauffer Julie Staver Judy Strong |
| 1988   | AustraliëTracey Belbin Debbie Bowman Sharon Buchanan Lee Capes Michelle Capes Sally Carbon Elspeth Clement Loretta Dorman Maree Fish Rechelle Hawkes Lorraine Hillas Kathleen Partridge Jackie Pereira Sandra Pisani Kim Small Liane Tooth                                                                                           | Zuid-KoreaChang Eun-jung Cho Ki-hyang Choi Choon-ok Chung Eun-kyung Chung Sang-hyun Han Gum shil Han Ok-kyung Hwang Keum-sook Jin Won-sim Kim Mi-sun Kim Soon-duk Kim Young-sook Lim Kye-sook Park Soon-ja Seo Hyo-sun Seo Kwang-mi | NederlandCarina Benninga (1-0-1) Det de Beus (1-0-1) Marieke van Doorn (1-0-1) Marjolein Eijsvogel (1-0-1) Aletta van Manen (1-0-1) Anneloes Nieuwenhuizen (1-0-1) Martine Ohr (1-0-1) Sophie von Weiler (1-0-1) Laurien Willemse (1-0-1) Willemien Aardenburg Helen van der Ben Yvonne Buter Annemieke Fokke Noor Holsboer Lisanne Lejeune Ingrid Wolff                       |
| 1992   | SpanjeMaría Carmen Barea Sonia Barrio Mercedes Coghen Celia Corres Natalia Dorado Nagore Gabellanes Marívi González Anna Maiques Silvia Manrique Elisabeth Maragall María Isabel Martínez Teresa Motos Nuria Olivé Virginia Ramírez María Ángeles Rodríguez Maider Tellería                                                          | DuitslandBritta Becker Tanja Dickenscheid Nadine Ernsting-Krienke Christine Ferneck Eva Hagenbäumer Franziska Hentschel Caren Jungjohann Katrin Kauschke Irina Kuhnt Heike Lätzsch Susanne Müller Tina Peters Simone Thomaschinski Bianca Weiß Anke Wild Susie Wollschläger                                                                          | Groot-BrittanniëJill Atkins Lisa Bayliss Karen Brown Vickey Dixon Susan Fraser Wendy Fraser Kathryn Johnson Sandy Lister Jackie McWilliams Tammy Miller Helen Morgan Mary Nevill Mandy Nicholls Alison Ramsay Jane Sixsmith Joanne Thompson |
| 1996   | AustraliëRechelle Hawkes (2-0-0) Jackie Pereira (2-0-0) Liane Tooth (2-0-0) Michelle Andrews Alyson Annan Louise Dobson Renita Farrell Juliet Haslam Clover Maitland Karen Marsden Jenny Morris Nova Peris-Kneebone Katrina Powell Lisa Powell Danni Roche Kate Starre                                                               | Zuid-KoreaChang Eun-jung Cho Eun-jung Choi Eun-kyung Choi Mi-soon Jeon Young-sun Jin Deok-san Kim Myung-ok Kown Soo-hyun Kwon Chang-sook Lee Eun-kyung Lee Eun-young Lee Ji-young Lim Jeong-sook Oh Seung-shin Woo Hyun-sung You Jae-sook | NederlandNoor Holsboer (0-0-2) Dillianne van den Boogaard Mijntje Donners Willemijn Duyster Stella de Heij Fleur van de Kieft Nicole Koolen Ellen Kuipers Jeannette Lewin Suzanne Plesman Wietske de Ruiter Florentine Steenberghe Margje Teeuwen Carole Thate Jacqueline Toxopeus Suzan van der Wielen                                                                        |
| 2000   | AustraliëRechelle Hawkes (3-0-0) Alyson Annan (2-0-0) Lisa Carruthers (2-0-0) Renita Farrell (2-0-0) Juliet Haslam (2-0-0) Clover Maitland (2-0-0) Jenny Morris (2-0-0) Katrina Powell (2-0-0) Kate Starre (2-0-0) Katie Allen Nikki Hudson Rachel Imison Claire Mitchell-Taverner Alison Peek Angie Skirving Julie Towers           | ArgentiniëMagdalena Aicega Mariela Antoniska Inés Arrondo Luciana Aymar María Paz Ferrari Anabel Gambero Agustina García María de la Paz Hernández Laura Maiztegui Mercedes Margalot Karina Masotta Vanina Oñeto Jorgelina Rimoldi Cecilia Rognoni Ayelén Stepnik Paola Vukojicic                                                                    | NederlandDillianne van den Boogaard (0-0-2) Mijntje Donners (0-0-2) Fleur van de Kieft (0-0-2) Margje Teeuwen (0-0-2) Carole Thate (0-0-2) Suzan van der Wielen (0-0-2) Minke Booij Ageeth Boomgaardt Julie Deiters Fatima Moreira de Melo Clarinda Sinnige Hanneke Smabers Minke Smabers Daphne Touw Macha van der Vaart Myrna Veenstra                                       |
| 2004   | DuitslandNadine Ernsting-Krienke (1-1-0) Heike Lätzsch (1-1-0) Tina Bachmann Caroline Casaretto Franziska Gude Mandy Haase Natascha Keller Denise Klecker Anke Kühn Badri Latif Sonja Lehmann Silke Müller Fanny Rinne Marion Rodewald Louisa Walter Julia Zwehl                                                                     | NederlandMijntje Donners (0-1-2) Minke Booij (0-1-1) Fatima Moreira de Melo (0-1-1) Clarinda Sinnige (0-1-1) Minke Smabers (0-1-1) Macha van der Vaart (0-1-1) Chantal de Bruijn Miek van Geenhuizen Sylvia Karres Lieve van Kessel Eefke Mulder Lisanne de Roever Maartje Scheepstra Janneke Schopman Jiske Snoeks                                  | ArgentiniëMagdalena Aicega (0-1-1) Mariela Antoniska (0-1-1) Inés Arrondo (0-1-1) Luciana Aymar (0-1-1) Agustina García (0-1-1) María de la Paz Hernández (0-1-1 ) Mercedes Margalot (0-1-1) Vanina Oñeto (0-1-1) Cecilia Rognoni (0-1-1) Ayelén Stepnik (0-1-1) Paola Vukojicic (0-1-1) Claudia Burkart Marina di Giacomo Mariana González Oliva Alejandra Gulla Mariné Russo |
| 2008   | NederlandMinke Booij (1-1-1) Fatima Moreira de Melo (1-1-1) Minke Smabers (1-1-1) Miek van Geenhuizen (1-1-0) Eefke Mulder (1-1-0) Lisanne de Roever (1-1-0) Janneke Schopman (1-1-0) Marilyn Agliotti Naomi van As Wieke Dijkstra Maartje Goderie Eva de Goede Ellen Hoog Maartje Paumen Sophie Polkamp Lidewij Welten              | ChinaChen Qiuqi Chen Zhaoxia Cheng Hui Fu Baorong Gao Lihua Huang Junxia Li Hongxia Li Shuang Ma Yibo Pan Fengzhen Ren Ye Song Qungling Tang Chunling Zhang Yimeng Zhao Yudiao Zhou Wanfeng | ArgentiniëMagdalena Aicega (0-1-2) Luciana Aymar (0-1-2) María de la Paz Hernández (0-1-2) Mercedes Margalot (0-1-2) Paola Vukojicic (0-1-2) Claudia Burkart (0-0-2) Mariana González Oliva (0-0-2) Alejandra Gulla (0-0-2) Mariné Russo (0-0-2) Noel Barrionuevo Soledad García Gisele Kañevsky Rosario Luchetti Carla Rebecchi Mariana Rossi Belén Succi                     |
| 2012   | NederlandMarilyn Agliotti (2-0-0) Naomi van As (2-0-0) Maartje Goderie (2-0-0) Eva de Goede (2-0-0) Ellen Hoog (2-0-0) Maartje Paumen (2-0-0) Sophie Polkamp (2-0-0) Lidewij Welten (2-0-0) Merel de Blaey Margot van Geffen Carlien Dirkse van den Heuvel Kelly Jonker Kim Lammers Caia van Maasakker Kitty van Male Joyce Sombroek | ArgentiniëLuciana Aymar (0-2-2) Noel Barrionuevo (0-1-1) Rosario Luchetti (0-1-1) Carla Rebecchi (0-1-1) Martina Cavallero Laura del Colle Silvina D'Elia Florencia Habif Sofia Maccari Delfina Merino María Florencia Mutio Macarena Rodríguez Rocío Sánchez Moccia Mariela Scarone Daniela Sruoga Josefina Sruoga                                  | Groot-BrittanniëAshleigh Ball Laura Bartlett Crista Cullen Alex Danson Hannah MacLeod Emily Maguire Anne Panter Helen Richardson Chloe Rogers Beth Storry Sarah Thomas Georgie Twigg Laura Unsworth Kate Walsh Sally Walton Nicola White |
| 2016   | Groot-BrittanniëCrista Cullen (1-0-1) Alex Danson (1-0-1) Hannah Macleod (1-0-1 ) Helen Richardson-Walsh (1-0-1) Kate Richardson-Walsh (1-0-1) Georgie Twigg (1-0-1) Laura Unsworth (1-0-1) Nicola White (1-0-1) Giselle Ansley Sophie Bray Maddie Hinch Shona McCallin Lily Owsley Sam Quek Susannah Townsend Hollie Webb           | NederlandNaomi van As (2-1-0) Eva de Goede (2-1-0) Ellen Hoog (2-1-0) Maartje Paumen (2-1-0) Lidewij Welten (2-1-0) Margot van Geffen (1-1-0) Kelly Jonker (1-1-0) Caia van Maasakker (1-1-0) Kitty van Male (1-1-0) Joyce Sombroek (1-1-0) Willemijn Bos Carlien Dirkse van den Heuvel Marloes Keetels Laurien Leurink Maria Verschoor Xan de Waard | DuitslandLisa Altenburg Franzisca Hauke Hannah Krüger Nike Lorenz Marie Mävers Julia Müller Janne Müller-Wieland Pia-Sophie Oldhafer Selin Oruz Katharina Otte Cécile Pieper Kristina Reynolds Anne Schröder Lisa Schütze Annika Sprink Charlotte Stapenhorst Jana Teschke |
| 2020   | Nederland Eva de Goede (3-1-0) Lidewij Welten (3-1-0) Margot van Geffen (2-1-0) Caia van Maasakker (2-1-0) Marloes Keetels (1-1-0) Laurien Leurink (1-1-0) Maria Verschoor (1-1-0) Xan de Waard (1-1-0) Felice Albers Josine Koning Sanne Koolen Frédérique Matla Laura Nunnink Malou Pheninckx Pien Sanders Lauren Stam             | Argentinië Noel Barrionuevo (0-2-1) Delfina Merino (0-2-0) Rocío Sánchez Moccia (0-2-0) Agustina Albertario Agostina Alonso Valentina Costa Biondi María José Granatto Victoria Granatto Julieta Jankunas Valentina Raposo Micaela Retegui Victoria Sauze Belén Succi Sofía Toccalino Eugenia Trinchinetti                                           | Groot-Brittannië Laura Unsworth (1-1-1) Giselle Ansley (1-0-1) Maddie Hinch (1-0-1) Shona McCallin (1-0-1) Lily Owsley (1-0-1) Hollie Pearne-Webb (1-0-1) Susannah Townsend (1-0-1) Grace Balsdon Amy Costello Fiona Crackles Sarah Evans Sarah Jones Hannah Martin Isabelle Petter Elena Rayer Sarah Robertson Anna Toman Leah Wilkinson                                      |
| 2024   | NederlandMaria Verschoor (2-1-0) Xan de Waard (2-1-0) Sanne Koolen (2-0-0) Felice Albers (2-0-0) Laura Nunnink (2-0-0) Frédérique Matla (2-0-0) Pien Sanders (2-0-0) Joosje Burg Pien Dicke Luna Fokke Yibbi Jansen Marleen Jochems Renée van Laarhoven Freeke Moes Lisa Post Marijn Veen Anne Veenendaal                            | ChinaYe Jiao Gu Bingfeng Yang Liu Zhang Ying Chen Yi Ma Ning Li Hong Ou Zixia Dan Wen Zou Meirong He Jiangxin Fan Yunxia Chen Yang Xu Wenyu Zhong Jiaqi Tan Jinzhuang | ArgentiniëRocío Sánchez Moccia (0-2-1) Agustina Albertarrio (0-1-1) Agostina Alonso (0-1-1) Agustina Gorzelany (0-1-1) María José Granatto (0-1-1) Julieta Jankunas (0-1-1) Eugenia Trinchinetti (0-1-1) Sofía Toccalino (0-1-1) Valentina Raposo (0-1-1) Victoria Sauze (0-1-1) Cristina Cosentino Sofía Cairó Lara Casas Juana Castellaro Pilar Campoy Zoe Díaz              |

| Land | Goud | Zilver | Brons |
| ---- | ---- | ------ | ----- |
| NED  | 5    | 2      | 3     |
| AUS  | 3    | 0      | 0     |
| GER  | 1    | 1      | 1     |
| GBR  | 1    | 0      | 3     |
| ESP  | 1    | 0      | 0     |
| ZIM  | 1    | 0      | 0     |
| ARG  | 0    | 3      | 3     |
| CHN  | 0    | 2      | 0     |
| KOR  | 0    | 2      | 0     |
| FRG  | 0    | 1      | 0     |
| TCH  | 0    | 1      | 0     |
| USA  | 0    | 0      | 1     |
| URS  | 0    | 0      | 1     |

Londen 1908 · 
Antwerpen 1920 · 
Amsterdam 1928 · 
Los Angeles 1932 · 
Berlijn 1936 · 
Londen 1948 · 
Helsinki 1952 · 
Melbourne 1956 · 
Rome 1960 · 
Tokio 1964 · 
Mexico-stad 1968 · 
München 1972 · 
Montréal 1976 · 
Moskou 1980 · 
Los Angeles 1984 · 
Seoel 1988 · 
Barcelona 1992 · 
Atlanta 1996 · 
Sydney 2000 · 
Athene 2004 · 
Peking 2008 · 
Londen 2012 · 
Rio de Janeiro 2016 · 
Tokio 2020 · 
Parijs 2024 · 
Los Angeles 2028 
Medaillewinnaars